# Aeropuerto Internacional de Chengdu-Tianfu
El Aeropuerto Internacional de Chengdu-Tianfu (IATA: TFU, OACI: ZUTF) es un aeropuerto que atiende a Chengdu, capital de la provincia de Sichuan en China. Se encuentra a aproximadamente 50 km al sureste de la metrópoli. Entró en funcionamiento en junio de 2021 como el segundo aeropuerto de Chengdu, junto con el aeropuerto de Shuangliu.

Mapa de Aeropuerto

Las obras de construcción, que empezaron en diciembre de 2016, costaron aproximadamente 70 mil millones de yuan. La primera etapa permite que 60 millones de viajeros usen el aeropuerto cada año. Posee tres pistas y dos terminales; cuenta además con una parada del metro de Chengdu. 
La instalación se inauguró el 27 de junio de 2021. Sichuan Airlines realizó el primer vuelo, que partió hacia Pekín. Siete otras compañías aéreas inicialmente operan en el aeropuerto Tianfu, y Tokio es el único destino internacional.